# Wally Rose (Schauspieler)
Wally Rose (* 18. Mai 1911; † 15. März 2000) war ein US-amerikanischer Schauspieler und Stuntman.

## Leben
Rose wurde 1911 als eines von sechs Kindern der Kostümdesignerin Lena und des Rabbi Harris Rose geboren. Mit 32 Jahren spielte er seinen ersten Stunt.
Wally Rose gehörte zu den Gründungsmitgliedern der Schauspielergewerkschaft Screen Actors Guild sowie der Stuntmen’s Association of Motion Pictures. 
Er war der dienstälteste Stuntman der Welt und kurz vor seinem Tod war geplant, ihn mit einem Eintrag im Guinness-Buch der Rekorde zu ehren.
Rose starb kurz vor Vollendung seines 89. Lebensjahres an Krebs.

## Filmografie
Darsteller
- 1945: Leave It to Blondie
- 1945: Life with Blondie
- 1948: Straße ohne Namen (The Street with No Name)
- 1949: Alarm in der Unterwelt (The Undercover Man)
- 1949: Leicht französisch (Slightly French)
- 1970: The Christine Jorgensen Story (The Christine Jorgensen Story)
- 1971: Octaman – Die Bestie aus der Tiefe (Octaman)
- 1978: Die Crash Company (Zero To Sixty)
- 1980: Blast – Wo die Büffel röhren (Where the Buffalo Roam)
- 1985: Runaway Train
- 1993: Barett – Das Gesetz der Rache (Joshua Tree)

Stunts
- 1980: Blues Brothers (The Blues Brothers)
- 1988: Action Jackson (Action Jackson)
- 1989: Kill me again (Kill Me Again)
- 1990: Wild at Heart – Die Geschichte von Sailor und Lula (Wild Heart)
- 1992: Fatale Begierde (Unlawful Entry)
- 1997: Cypher (Double Tap)